# Stadion Narodowy Rajamangala
Stadion Narodowy Rajamangala – wielofunkcyjny stadion w Bangkoku, stolicy Tajlandii. Pojemność stadionu wynosi 49 749 widzów. Został otwarty w 1998 roku. Jest wyposażony w bieżnię lekkoatletyczną i otoczony trybunami, które od zachodniej strony przykryte są dachem. Obiekt był jedną z aren wielu międzynarodowych imprez sportowych, m.in. Igrzysk Azjatyckich 1998, Pucharu Tygrysa 2000, Pucharu Azji kobiet 2003, Mistrzostw Świata U-19 kobiet 2004, Pucharu Azji 2007 i Letniej Uniwersjady 2007.